# Frank E. Peretti
Frank E. Peretti (* 13. Januar 1951 in Lethbridge, Alberta) ist ein US-amerikanischer Schriftsteller.

## Leben
Er wurde als Sohn eines Pastors geboren. Sein Vater leitete eine Gemeinde der Kirche Assemblies of God (eine Pfingstgemeinde). Frank war so von Anfang an durch eine fromme Erziehung geprägt. Er erzählte bereits in seiner Kindheit gerne selbst erdachte Geschichten.
Nachdem er 1968 die Schule abgeschlossen hatte, schloss er sich zunächst einer Musikgruppe an und wirkte bei Studioaufnahmen mit.
In den späten 70er Jahren schrieb er sich an einer Universität für Englisch, Film- und Theaterwissenschaften ein. Enttäuscht von seiner Zeit in Hollywood kehrte er 1978 nach Washington zurück und unterstützte bis 1983 seinen Vater bei der Arbeit in der Kirchengemeinde.
Daraufhin arbeitete er in einer Ski-Fabrik und wohnte in einem Wohnwagen (Trailer). Während dieser Zeit schrieb er seinen ersten Roman This Present Darkness (Die Finsternis dieser Welt). Das Buch hatte in den USA zunächst ziemliche Anlaufschwierigkeiten, doch nachdem einige bekannte Künstler den Roman entdeckten und somit publik machten, begann in den USA eine regelrechte „Peretti-Mania“. Seit dem Erscheinen seines zweiten Buches Piercing the Darkness (Licht in der Finsternis) hat er sich ganz dem Schreiben zugewandt und lebt mit seiner Frau Barb zurückgezogen im Nordwesten der USA.

## Werk
Peretti schreibt überwiegend christlich geprägte Thriller mit teilweisem Fantasy-Einschlag. Bekannt sind vor allem seine Finsternis-Romane und auch seine Jugendbuch-Reihe, die Cooper-Serie.

### Romane
- Die Finsternis dieser Welt (This Present Darkness)
- Licht in der Finsternis (Piercing the Darkness)
- Der Prophet (Prophet)
- Der mysteriöse Schwur (The Oath)
- Der Gesandte des Lichts (The Visitation) – wurde 2006 verfilmt
- monster
- Das Haus (House) – wurde 2008 verfilmt

### Jugendbücher
Cooper-Abenteuer-Serie
Die Cooper-Reihe umfasst Abenteuer-Geschichten für Jugendliche im Stil der Indiana-Jones-Filme mit christlichem Bezug.
- Die Tür im Schlund des Drachen
- Die Gräber von Anak
- Flucht von der Insel Aquarius
- Die Falle auf dem Meeresgrund
- Der geheimnisvolle Stein
- Der Todesfluch von Toco-Rey

### Sonstiges
- Schrei meiner Seele (biographisch)

## Verfilmungen (Auswahl)
- 2003: angman’s Curse – Der Fluch des Henkers (Hangman’s Curse)
- 2006: The Visitation
- 2008: The House – Die Schuldigen werden bestraft (House)